# Blasenschleier (technischer Lärmschutz)
Blasenschleier sind eine Maßnahme des Technischen Umweltschutzes im marinen Bereich zur Dämmung von Lärm, wie er zum Beispiel beim Bau von Offshore-Anlagen oder beim Sprengen von Munitionsaltlasten entsteht. Durch Blasenschleier sollen vor allem hörempfindliche Meeressäuger wie Schweinswale und Seehunde vor Gehörschäden geschützt werden. Blasenschleier werden mit Luftsprudelanlagen erzeugt.

## Umweltschutz
Beim Bau von Offshoreanlagen, wie Offshore-Windenergieanlagen, Ölbohrplattformen, Forschungsplattformen u. a., werden unter großem Lärm Fundamente in den Meeresboden gerammt, Bohrungen vorgenommen oder Fundamente vergossen. Vor allem Schweinswale, die einen Hörbereich von ca. 1–150 kHz haben und sich über Ultraschall orientieren, können durch die Schallwellen unter Wasser Schädigungen erleiden. Dabei kann es zum TTS (Temporary Threshold Shift), also einer temporären Schwerhörigkeit durch Lärmeinwirkung, oder dem PTS (Permanent Threshold Shift), einer ständigen Schwerhörigkeit bei den Tieren, kommen.

## Technische Umsetzung
Um einen Blasenschleier zu erzeugen, werden Druckluftschläuche rund um die Unterwasserbaustelle gelegt. Kompressoren, wie sie auch im Straßenbau verwendet werden, pumpen Druckluft in die Schläuche am Meeresboden. Diese Druckluft steigt in Form eines Vorhangs aus Luftblasen auf und bildet damit ein die Schallquelle umgebendes akustisch-dämpfendes Element für die Schallausbreitung.
Bei der Errichtung des Fundaments für die Forschungsplattform FINO 3, etwa 80 km westlich der Insel Sylt, begleitete das Institut für Statik und Dynamik der Universität Hannover die großmaßstäbliche Erprobung eines sogenannten „Großen Blasenschleiers“ wissenschaftlich im Rahmen des BMU-geförderten Forschungsvorhabens Schall FINO 3. Der Blasenschleier wurde mithilfe eines 440 m langen, mit Düsenöffnungen versehenen Kunststoffrohrs erzeugt, das am Meeresboden in einem Radius von 70 m um die Baustelle ausgelegt und während der Rammarbeiten mit Druckluft beschickt wurde. Auf diese Weise konnte in einer Entfernung von 910 m eine Schallminderung von 12 dB (Breitbandpegel, SEL), bzw. 14 dB (Spitzenpegel, Lpeak) erzielt werden.
In einem weiteren Forschungsvorhaben wurde die Wirksamkeit und praktische Umsetzbarkeit eines sogenannten „Kleinen Blasenschleiers“ für den Bau einer Windenergieanlage im Offshore-Windpark „alpha ventus“ untersucht. Dieses Vorhaben wurde ebenfalls vom BMU unter dem Titel Schall alpha ventus gefördert. Bei dem Versuch wurde in Strömungsrichtung ebenfalls eine Schallminderung von 12 dB (Breitbandpegel, SEL) bzw. 14 dB (Spitzenpegel, Lpeak) nachgewiesen. Entgegen der Strömungsrichtung war die Wirksamkeit jedoch aufgrund der Verdriftung der Blasen drastisch reduziert. Später wurde dort der Einsatz des Blasenschleiers wegen mangelnder Wirksamkeit aufgrund von Strömungen verworfen.
Nach neueren Angaben können Schalldämpfungen von bis zu 18 dB erreicht werden.